# Stop alle telefonate (Estate)
Stop alle telefonate (Estate) è un singolo dei Ridillo pubblicato nel 2008.
Il brano è tratto dall'album Hello!, la prima raccolta di successi dei Ridillo. Esce su iTunes in AAC a 128 kbps. In contemporanea viene distribuito promozionalmente su CD singolo, dove è presente anche in versione strumentale. Sul retro della copertina è riportata la scritta "Tratto dall'album A Risentirci", che era il nome con cui inizialmente era previsto si sarebbe dovuto intitolare Hello!.

## Tracce

### download digitale
1. Stop alle telefonate (Estate) - 3:39